# Chlopaki nie placza
Băieții nu plâng (în poloneză Chłopaki nie płaczą) este un film polonez de comedie pentru adolescenți care a fost regizat de Olaf Lubaszenko după un scenariu de Mikołaj Korzyński. Filmat între 9 iunie 1999 și 14 iulie 1999, la Varșovia și Jelenia Góra, a avut premiera la 25 februarie 2000. A devenit un film idol cu trecerea timpului. În 2005, a apărut un joc video omonim bazat pe acest film.

## Prezentare
Kuba Brenner este un student al Universității de Muzică Fryderyk Chopin, care vrea să devină violonist profesionist. În timp ce se trezește în ziua când are examenul final la instrumentul său, află prin mesageria vocală că prietena sa, Weronika, l-a părăsit pentru un nou iubit, un gangster din zonă, Jarosław Keller. Mașina sa, un model Volkswagen Broscuță se defectează, așa că trebuie să împrumute o altă mașină de la prietenul său, Cichy. El totuși întârzie la examen, așa că decanul Zajączek nu permite să fie examinat, mai mult, decide să-i interzică lui Kuba să mai dea vreodată examenul final și îi retrage bursa pentru Franța, care se acordă o dată la patru ani.
În același timp, Oskar, un prieten al lui Kuba, dorește să-și trateze acneea la dermatolog. Acesta îl sfătuiește să facă sex. Oskar este timid și are probleme să socializeze cu fetele. Când Kuba se întâlnește cu Oskar, îl sfătuiește să se ducă la un bordel aflat în clubul „Czarny Lotos”. Băieții aranjează o vizită acasă la unchiul lui Oskar, unde locuiește și vărul acestuia, Laska. Au comandat două fete - Lili pentru Oskar și Angelika pentru Kuba. Seara, șeful bordelului, Czesiek, le aduce pe fete acasă. Kuba nu se bucură de întâlnire, dar Oskar și Lili se simt foarte bine. După o oră, Czesiek vine să le ia pe fete înapoi și după plată. Băieții plătesc 200 de złoti, dar Czesiek spune că ar trebui să primească 200 de dolari americani. Nu au destui bani, așa că Czesiek decide să ia o prețioasă statuetă (figură) din aur a unui vrăjitor din Africa, care aparține unchiului lui Oskar. După aceea, băieții încearcă să recupereze statueta. Kuba și-a dat în amanet vioara pe care, din cauza problemelor de la universitatea sa, o consideră inutilă.
După aceea, Kuba vizitează clubul „Czarny Lotos” pentru a recupera statueta. În același timp, în club au venit în vizită doi gangsteri din Szczecin, Fred și Grucha, care doresc să facă o afacere de 1,5 milioane de zloți. Dar șeful clubului nu vrea să facă el afacerea personal, așa că îl pune să se ocupe de afacere pe fiul său de 30 de ani, Bolec, pe care vrea să-l vadă un succesor demn al său, dar acesta  nu este interesat de viața de gangster, hobby-ul său este să se uite la televizor, în special la muzică rap pe MTV și la filme cu gangsteri. Înțelegerea dintre cei doi gangsteri și Bolec se termină ca un eșec, pentru că îl consideră un începător, nu-i înțeleg fascinația pentru muzica rap cântată de negri, sunt, de asemenea, furioși că filmul pe care Bolec a vrut să-l arate acestora (Moarte la Veneția) nu este un film de gangsteri, așa cum credea el, ci o dramă psihologică, așa că refuză să facă vreo afacere. În același timp, Kuba intră în cameră, așa că Fred îi poruncește lui Bolec să-l împuște. Acesta îl împușcă din greșeală pe Grucha, așa că apare un conflict, în care sunt răniți Czesiek, Grucha și Bolec. Kuba fuge din club, dar mașina lui se strică din nou și împrumută iarăși o altă mașină.
Grucha, împușcat în cap, supraviețuiește datorită unei plăci de titan implantată în lobul frontal, dar își pierde memoria. De asemenea, Fred observă că servietele cu bani au dispărut, el susține că le-a furat Kuba, așa că șeful îi ordonă să-l găsească și să-l omoare. Kuba își dă seama ce se poate întâmpla cu el, așa că îl vizitează pe Laska, care-i dă un joint cu marijuana și îl sfătuiește că ar trebui să facă în viața lui tot ce dorește. Kuba se întâlnește și cu Cichy, care îi dă o armă. La scurt timp după aceea, Bolec îl găsește pe Kuba și îl duce în pădurea din afara Varșoviei pentru a-l ucide. Dar nu vrea să o facă, refuză când află că lui Kuba îi place muzica clasică poloneză la fel ca și lui. Kuba îl sfătuiește să înceapă să lucreze în industria muzicală. Între timp, Fred și Grucha găsesc documentele lui Kuba în Volkswagen-ul său, pe care l-a lăsat, așa că încep să-l caute. Câteva zile mai târziu, Kuba primește o scrisoare prin care este anunțat că a primit o bursă la o școală în Franța, dar în apartamentul său se află Fred. Kuba fuge pe acoperiș din cauza lui Fred, dar brusc apare Weronika, care și-a încheiat recent relația cu Jarosław. Acesta s-a dovedit a nu fi un gangster cu adevărat după ce i-a cunoscut pe Fred și Grucha și numele său de familie real nu este Keller, ci Psikuta („psi kutas” în poloneză înseamnă cocoș de câine). Kuba se ascunde în cornișă la ultimul etaj, iar Fred coboară în stradă și începe să o amenințe pe Weronika, strigă că o va ucide dacă Kuba nu coboară în stradă. Kuba decide să coboare, așa că Fred îl prinde și îl închide în portbagajul unui Alfa Romeo de culoare neagră. Conduce până la Grucha, la vechile buncăre din Stare Brzóski de lângă Varșovia, unde vor să-l omoare și să-l îngroape.
Kuba, aflat în portbagaj, îi telefonează lui Oskar, dar răspunde Laska, care fumează marijuana împreună cu prietenii săi, Bąbel și Surfer. Laska și prietenii susțin că îl vor ajuta singuri fără a chema poliția. După ce apare la locul crimei planificate, Fred este supărat pentru că a întârziat după accidentul lui Grucha și aruncă ultima țigară a lui Grucha, deoarece nu-i permite să fumeze în mașina sa. Kuba îi dă propria țigară, de fapt este acel joint de marijuana de la Laska. Grucha începe să se comporte nebunește, între timp Fred începe să râdă de puloverul său roz cu pere, care a fost un cadou de la Angelika, pe care a ajuns s-o cunoască în club cu puțin timp înainte de împușcături. Când Kuba trebuie să-l ucidă de Fred, Grucha îl ucide pe Fred din cauza glumelor sale despre puloverul lui. Între timp, când Laska și prietenii vin cu mașina să-l ajute pe Kuba, sunt opriți de o patrulă a poliției, deoarece polițiștii sunt beți și vor să se ducă acasă, așa că băieții trebuie să remorcheze o mașină de poliție. Mai târziu, băieții, drogându-se, li se pare că sunt urmăriți de polițiști, așa că accelerează la viteza maximă. Frânghia de tractare se rupe și mașina de poliție aterizează direct la locul crimei, de asemenea a lovit mașina lui Fred și se văd banii în portbagajul mașinii lui Fred. Polițiștii îl arestează pe Grucha.
Când Kuba pleacă în Franța, îl întâlnește la aeroport pe rectorul său Rudolf, care pleacă la Milano și află de la acesta că decanul Zajączek i-a făcut probleme deoarece nu-l place personal pe Kuba și nu i-a plăcut nici pe tatăl lui Kuba, dirijor de clasă mondială și prieten al lui Rudolf. Zajączek a fost, de asemenea, foarte supărat, când a aflat despre succesul lui Kuba în timpul șederii sale în SUA, așa că în furia sa a provocat un accident de mașină. Kuba se întâlnește și cu Oskar care este cu Lili, cu care a început o relație, iar Lili este, de asemenea, însărcinată. Bolec decide să termine cu viața de gangster și să înceapă să lucreze în industria muzicală. În final, Laska și prietenii săi merg cu mașina într-o direcție greșită și ajung la Marea Baltică.

## Distribuție
- Maciej Stuhr - Kuba Brenner
- Wojciech Klata - Oskar
- Tomasz Bajer - Laska
- Cezary Pazura - Fred
- Mirosław Zbrojewicz - Grucha
- Michał Milowicz - Bolec
- Anna Mucha - Lili
- Bohdan Łazuka - Șeful
- Andrzej Zieliński - Silnoręki
- Mariusz Czajka - Alfons Czesiek

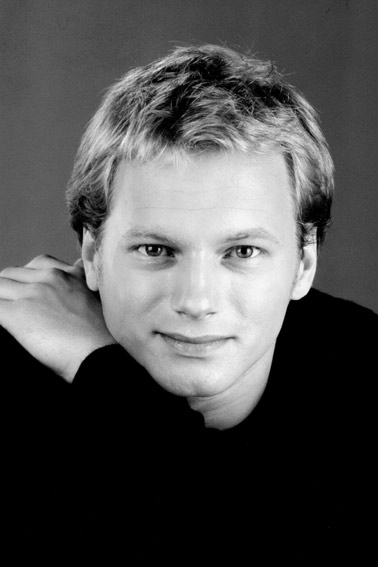
Maciej Stuhr

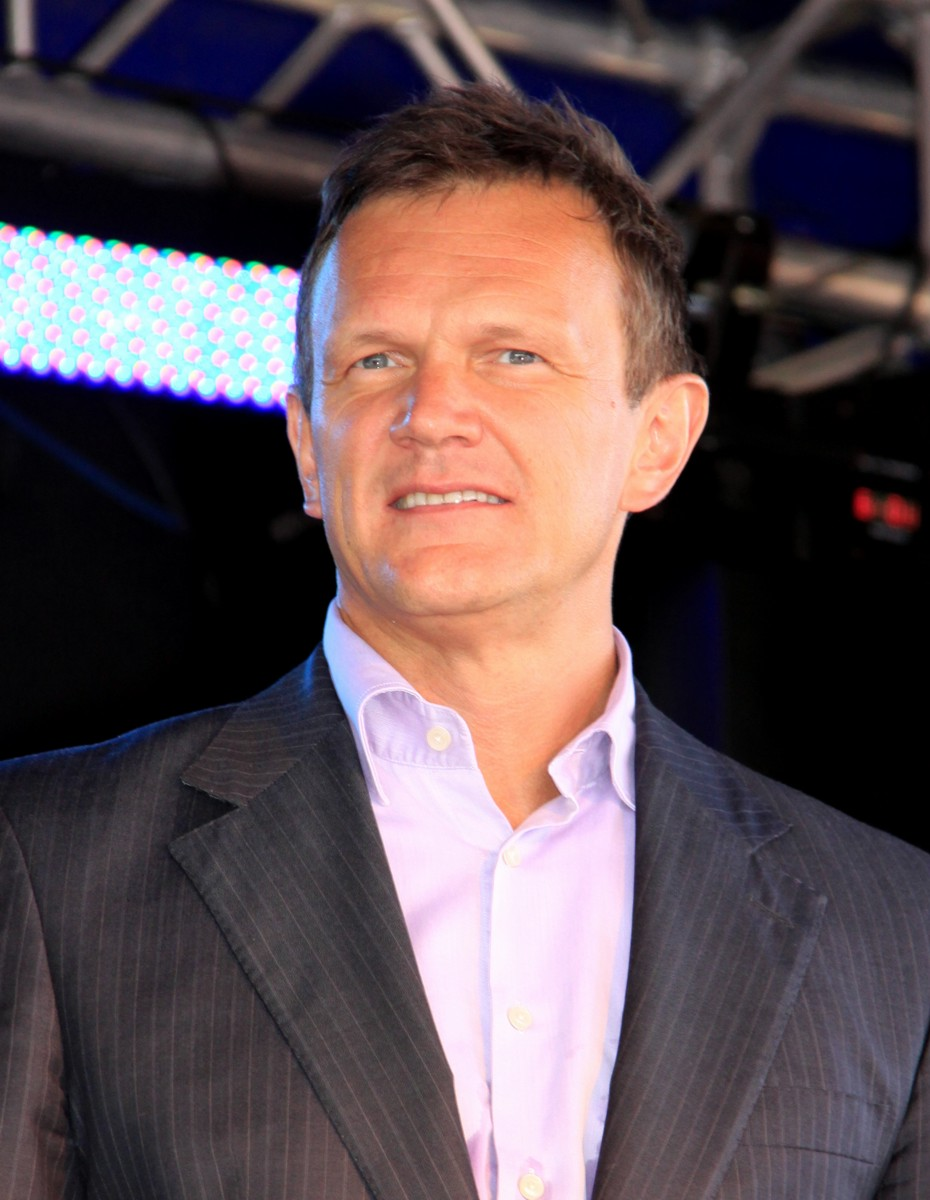
Cezary Pazura

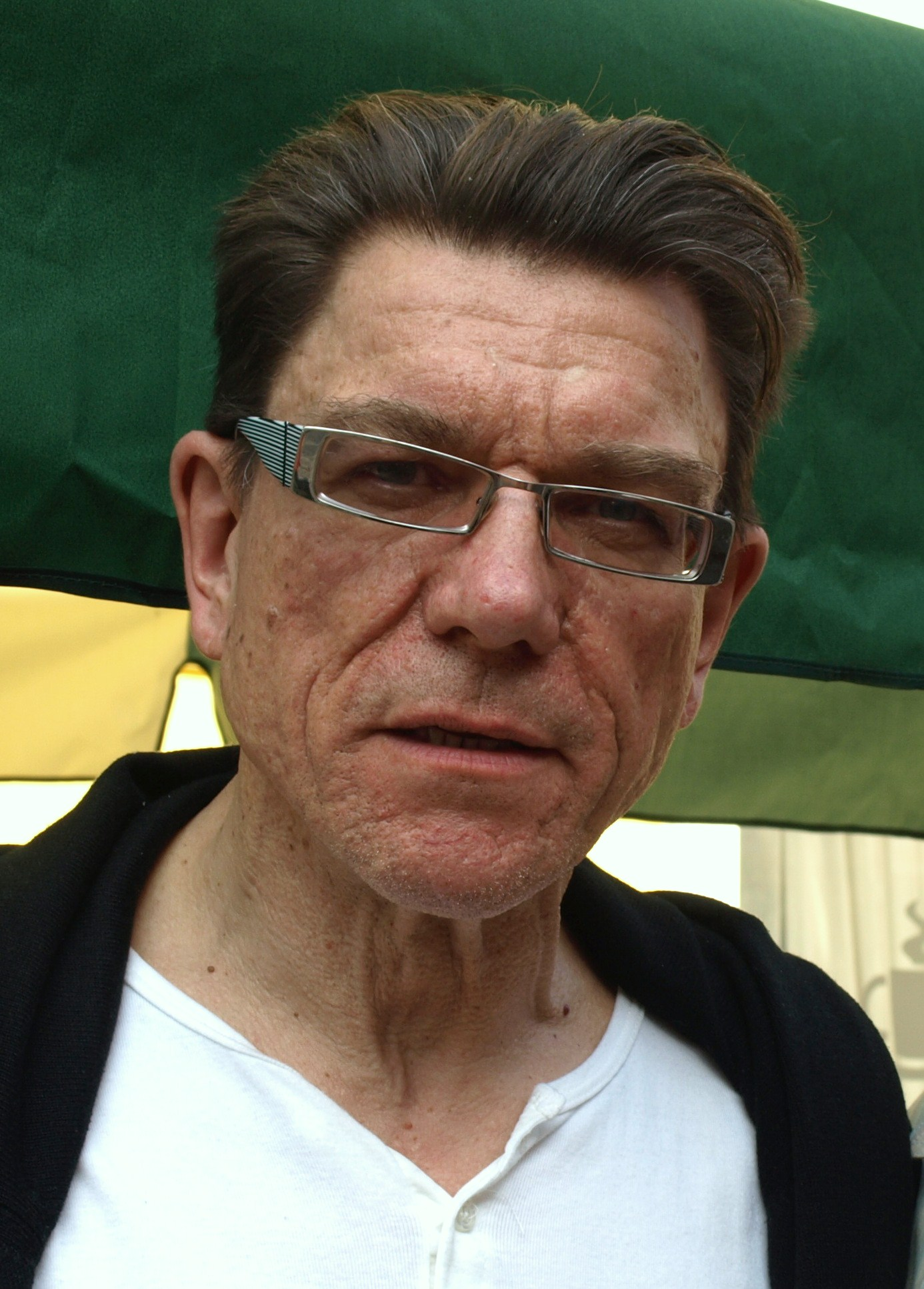
Miroslaw Zbrojewicz

- Mirosław Baka - Cichy, prietenul lui Kuba
- Tadeusz Huk - polițist mai în vârstă
- Radosław Pazura - tânăr polițist
- Paweł Nowisz - Dziekan Zajączek
- Edward Linde-Lubaszenko - rectorul Rudolf
- Asja Łamtiugina - Profesor
- Magdalena Mazur - Weronika
- Monika Ambroziak - Cycofon
- Paweł Deląg - Jarek Psikuta
- Leon Niemczyk - „Król Sedesów”, tatăl lui Laska
- Krzysztof Kosedowski - Gray

## Primire
La Premiile Filmului Polonez (Vulturii) din 2001, a avut trei nominalizări: la categoria cele mai bune costume (Dorota Roqueplo), cel mai bun montaj (Wanda Zeman) și cel mai bun producător (Janusz Morgenstern și Paweł Mossakowski).
În primul weekend al premierei, filmul a fost vizionat de aproximativ 77 de mii de telespectatori. Chiar dacă filmul nu a primit niciun premiu (doar nominalizări), a devenit unul dintre cele mai populare filme poloneze, fiind locul 25 pe portalul filmweb.pl.

## Joc video
În 2005, a apărut Chłopaki Nie Płaczą, un joc video bazat pe acest film și se concentrează asupra celor doi gangsteri din Szczecin, Fred și Grucha.
Gameplay-ul este similar cu un joc clasic de aventură  bidimensional produs de LucasArts, în care jucătorii interacționează cu personajele, adună obiecte de inventar și completează puzzle-uri pentru a avansa în poveste. GryPC a scris că scenariul jocului ar putea fi utilizat în mod rezonabil ca o continuare a filmului Chłopaki nie płaczą.